# 砂漠気候
|   |        |     |     |     |     |    |     |     |     |     |     |     |     |     |     |     |     |     |
|   |        | fa  | fb  | fc  | fd  | m  | wa  | wb  | wc  | wd  | sa  | sb  | sc  | sd  |     |     |     |     |
| E | 寒帯   |     |     |     |     |    |     |     |     |     |     |     |     |     | ET  | ET  | EF  | EF  |
| D | 亜寒帯 | Dfa | Dfb | Dfc | Dfd |    | Dwa | Dwb | Dwc | Dwd | Dsa | Dsb | Dsc | Dsd |     |     |     |     |
| C | 温帯   | Cfa | Cfb | Cfc |     |    | Cwa | Cwb | Cwc |     | Csa | Csb | Csc |     |     |     |     |     |
| B | 乾燥帯 |     |     |     |     |    |     |     |     |     |     |     |     |     | BSh | BSk | BWh | BWk |
| A | 熱帯   | Af  | Af  |     |     | Am | Aw  | Aw  |     |     | As  | As  |     |     |     |     |     |     |

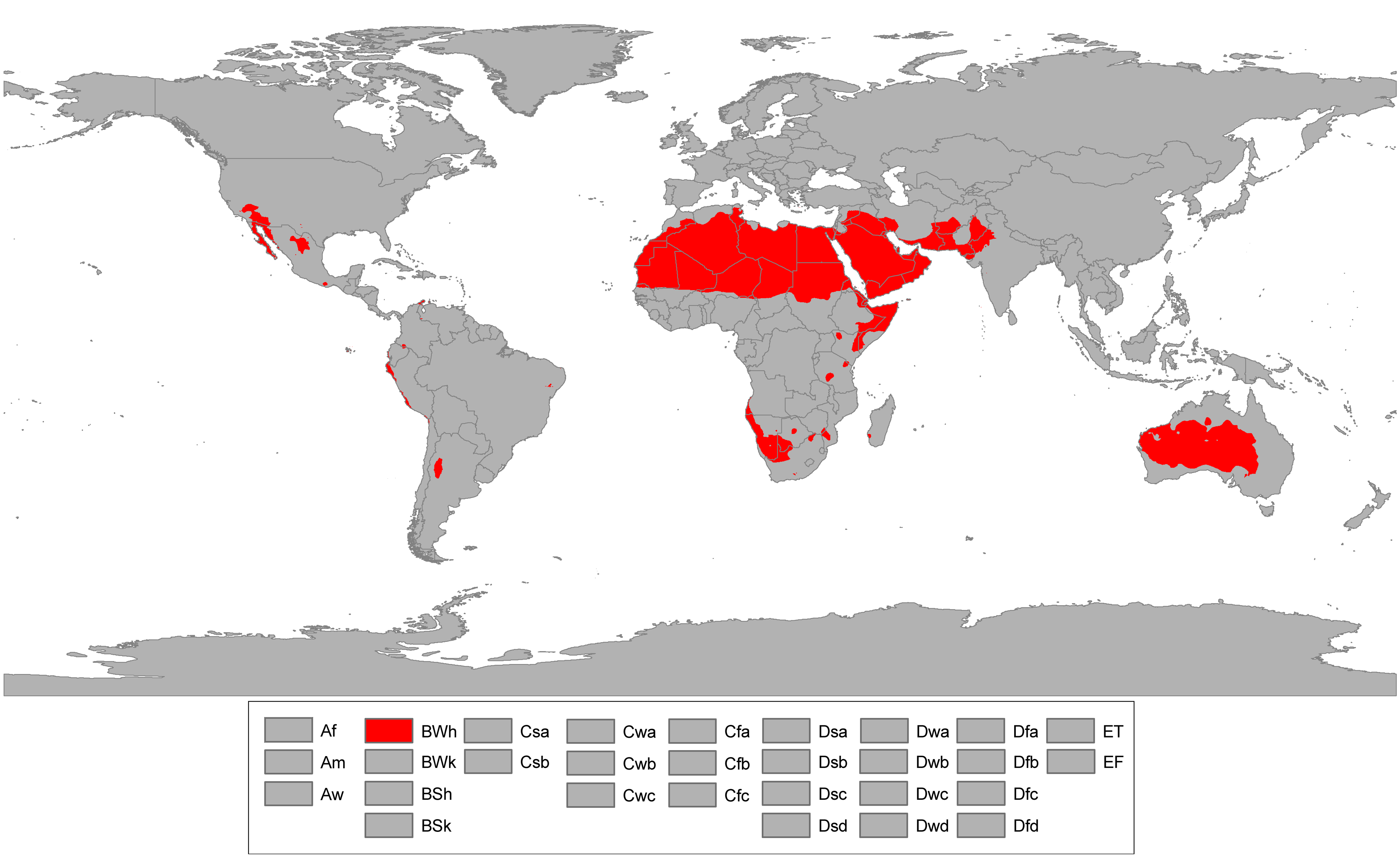
高温砂漠気候 (BWh) の分布図

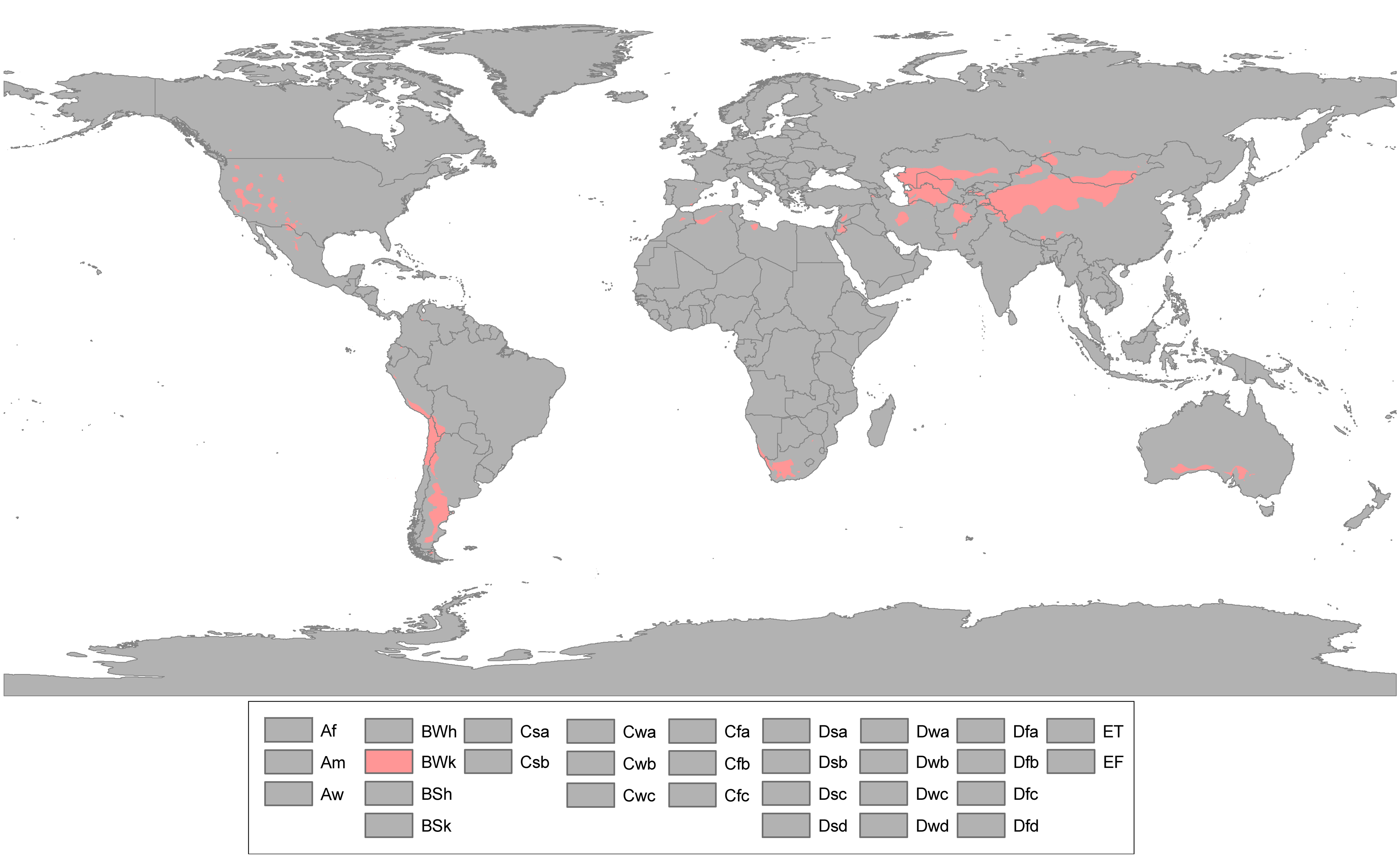
低温砂漠気候 (BWk) の分布図

砂漠気候（さばくきこう、Desert climate）とはケッペンの気候区分における気候区のひとつで、乾燥帯に属する。記号はBWh,BWk。BWのWはドイツ語のWüste（砂漠）に由来する。
アリソフの気候区分では気候帯3-1.熱帯大陸性季節風気候と3-3.海洋性高気圧の東縁気候に対応する。

## 特徴
- 年間を通して降水量が少ない。
- 気温は場所によって大きく異なるが、日較差（一日の温度差）が非常に大きい。
- 植物がほとんど育たない砂漠となるが、水源のある地域にはオアシスとして気温に応じた植物が群生する。

## 条件
最暖月の平均気温が10℃以上であり（寒帯では無い）、年降水量が乾燥限界{\displaystyle r}の半分に満たない場所であり、以下の式から求められる。条件に当てはまれば砂漠気候となる。
年間平均気温を{\displaystyle t}（℃）とし、年平均降水量（mm）が{\displaystyle r=10(t+x)}未満を満たす。
{\displaystyle x}は以下の降水パターンの条件によって決まる。
| {\displaystyle x=14} | w（冬季乾燥/夏雨）       | 最多雨月が夏にあり、10×最少雨月降水量＜最多雨月降水量                            |
| {\displaystyle x=0}  | s（夏季乾燥/冬雨）       | 最多雨月が冬にあり、3×最少雨月降水量＜最多雨月降水量かつ最少雨月降水量が30mm未満 |
| {\displaystyle x=7}  | f（年中湿潤/年平均降雨） | wでもsでもない                                                                   |

上記の条件を満たすとき年平均気温が18℃以上ならBWh(熱帯砂漠）、18℃未満ならBWk（温帯砂漠）となる。

## 分布

### 分布地域

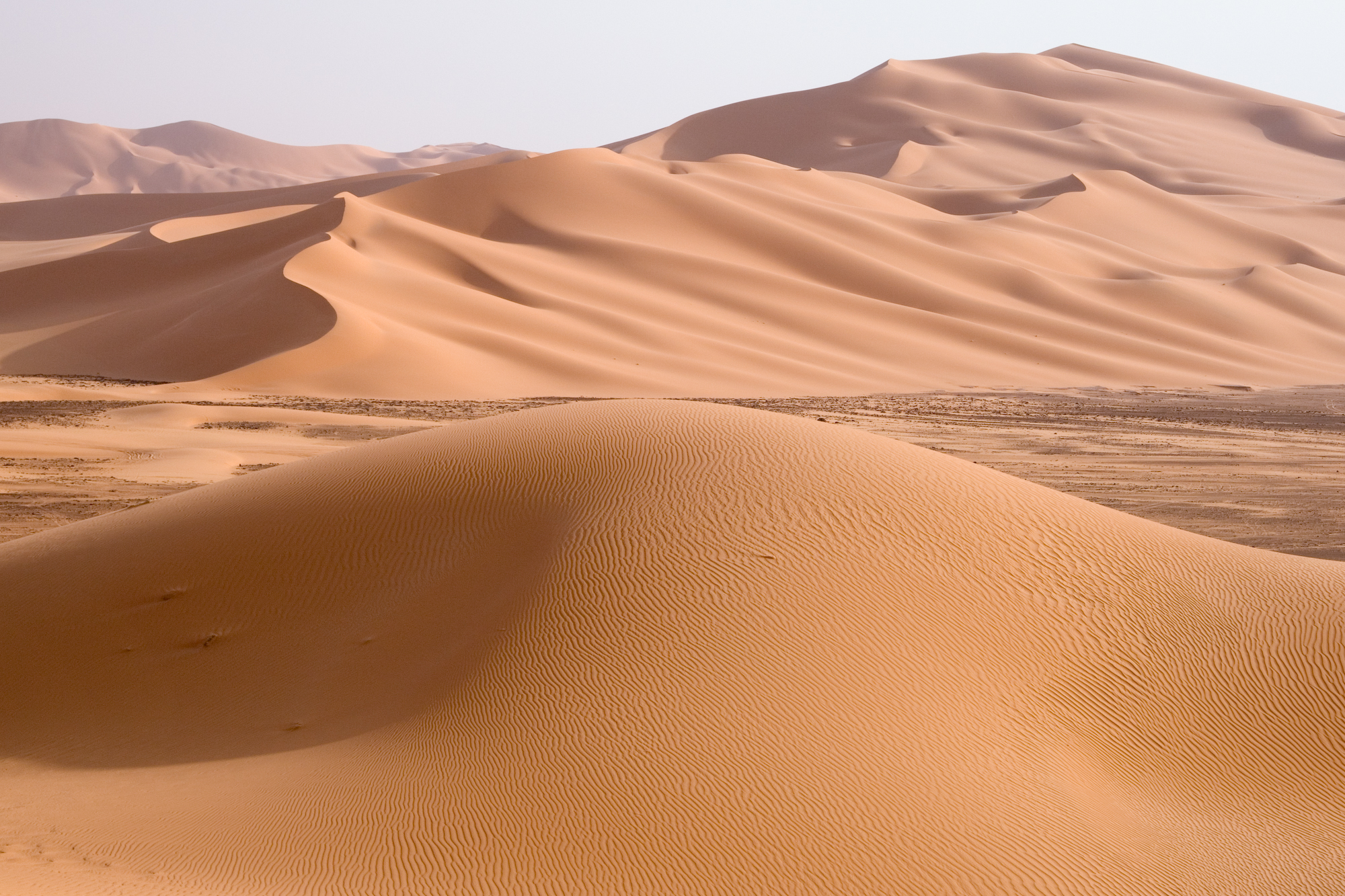
高温砂漠気候に属するサハラ砂漠

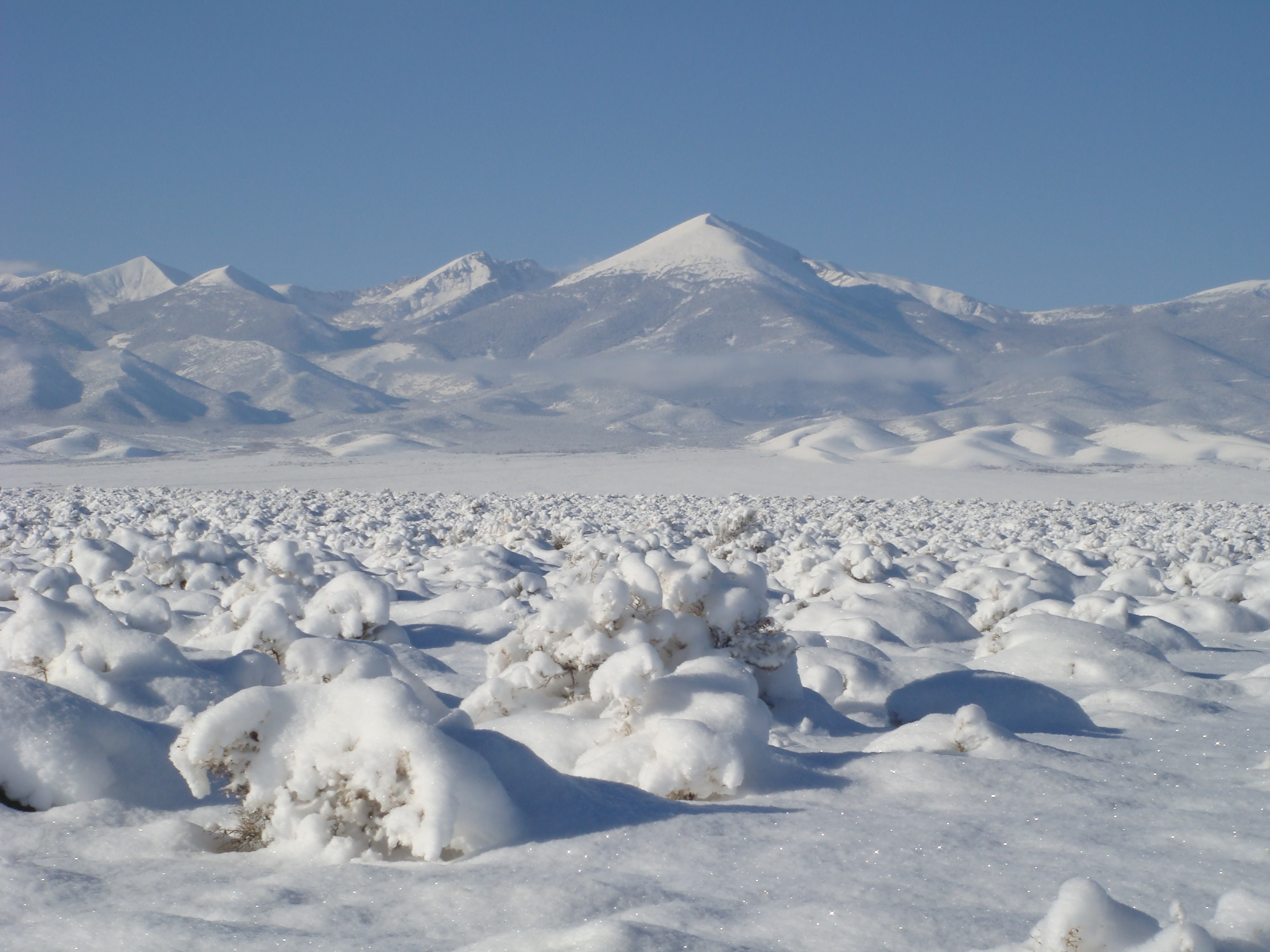
グレートベースンのような低温砂漠気候に属する地域では、時折雪に大地が覆われる。

主に緯度20° - 40°付近に分布するが、大陸東岸ではモンスーンの影響を受けて多雨となるため砂漠気候にはならない。主な分布地域は以下の通り。
- アトラス山脈付近を除く、北緯15°以北のアフリカ
- アフリカ南西部
- ソマリア半島の一部
- アラビア半島から、シリア・イラク、イランのペルシャ湾岸地域、イラン東部、パキスタンにかけて
- オーストラリア中西部
- 南アメリカ西岸の一部[2]
- バハ・カリフォルニア半島から、ロッキー山脈南部の一部、メキシコ高原北部の一部にかけて
- 中央アジア西部（アラル海周辺）
- モンゴル高原からタリム盆地にかけて
- 南アメリカ大陸東岸の南緯40度以南（パタゴニア）

多くがBWhとなるが標高が高い地域や中央アジア西部、モンゴル高原からタリム盆地にかけての地域ではBWkとなる。
砂漠化と砂漠気候化（乾燥化）は別のことであるが、この砂漠気候と砂漠化している部分はほぼ一致している。

### 典型的な都市
- カラチ（パキスタン)
- マザーリシャリーフ（アフガニスタン）
- リヤド（サウジアラビア）[3][4]
- メッカ（サウジアラビア）
- バグダード（イラク）
- サナア（イエメン）
- マナーマ（バーレーン）
- アブダビ（アラブ首長国連邦）
- ドバイ（アラブ首長国連邦）
- カイロ（エジプト）[3][4]
- アレクサンドリア（エジプト）
- ギーザ（エジプト）
- モガディシオ（ソマリア）
- オムドゥルマン（スーダン）
- ラスベガス（アメリカ合衆国ネバダ州）
- フェニックス（アメリカ合衆国アリゾナ州）
- リマ（ペルー）
- カルグーリー（オーストラリア西オーストラリア州）
- アリススプリングス（オーストラリアノーザンテリトリー）
- カシュガル（中華人民共和国新疆ウイグル自治区）
- エレンホト（中華人民共和国内モンゴル自治区）
- ザミンウード（モンゴルドルノゴビ県）

## 気候の特徴

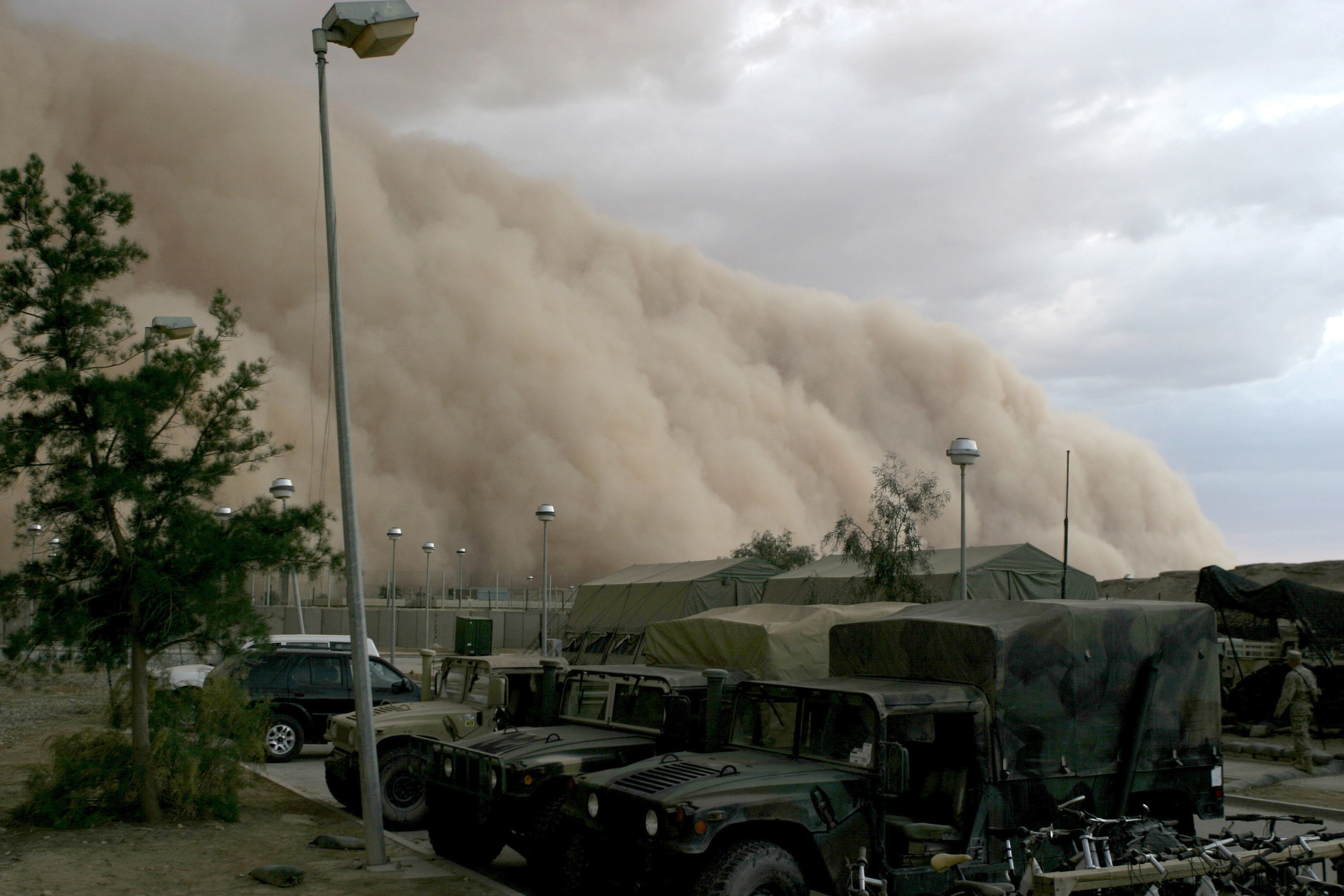
砂嵐

年間を通して中緯度高圧帯に入る地域で常に大陸性の乾燥した高気圧が居座り、雨が極端に少ない。日照時間が長く昼間の気温上昇が大きいが、夜間の気温低下も著しい。最高気温は夏にはおおむね30℃を上回る地域が多く、40℃を超す地域も珍しくない。50℃を超えるような高温が観測される地点は、そのほとんどが砂漠気候である。最低気温は夏の最も暑い時期には20℃前後と涼しいところも多いが、アラビア半島の海岸地帯などでは30℃を下回らない夜も多い。一方冬の最低気温はサハラ砂漠でも氷点下にまで下がるときもあり、ゴビ砂漠やタクラマカン砂漠などの比較的高緯度の地域では、-20℃以下の酷寒となる。
風が強いため、砂嵐の発生により被害が出ることもある。また、砂嵐が遠く離れた地域に運ばれて影響を及ぼすこともある。
年降水量はおよそ250mm以下で、それを大きく下回る場所も多い。

## 土壌と植生の特徴

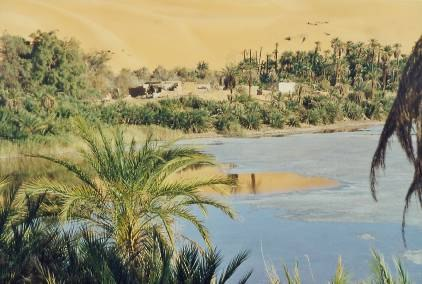
オアシス

砂漠土と呼ばれる、風化した砂や岩石（砂漠・沙漠）が広がっている。砂漠土はアルカリ性である。
塩害が起こりやすい。
乾燥のため、植生は乏しい。河川の周辺や湧水のあるところでは土壌の水分が豊富なため、植物が生育する。アフリカや中東の温暖な地域のオアシスではヤシ科の植物がよく見られる。

## 産業の特徴・その他
オアシスの周辺で農業が行われるほか、カナート・カレーズ・フォガラ・ファラジ等と呼ばれる地下水道を掘って灌漑が行われている地域もある。また、ワジと呼ばれる水無川（枯れ川）の周辺でも伏流水や深層地下水を利用して農業が行われる。農業に適した土地が水のある土地に限られるため、砂漠気候では必然的に集落や都市も水のある土地にまとまって存在する。
またアフリカ大陸の砂漠ではラクダ、アジアの砂漠ではウマなどを交通の手段として交易路となっていることがある。古くは、交易都市として栄えた地域もあった。
また日差しが強く、非常に乾燥して風も強い。そのため動植物のほとんどは生育不能となるが一部の河川やオアシスなどでは緑の景観が望め、人などが生活できる。砂漠気候の地域では水源が決定的に不足しており、都市はあまり多くは見られない。
しかし一方で海水淡水化や淡水輸送などで水源が確保された都市は人が集まって急激に人口が増える傾向にあり、近代では開発により大都市並みの生活が送れる場所もある（ラスベガスなど）。海岸沿いに都市が多い理由は海の影響で穏やかな海洋性気候となること、海上輸送が発達できること、水源が確保しやすいことなどがあげられる。ドバイ、アブダビ、ドーハ、クウェートなどのペルシャ湾岸の都市では原油採掘という特殊条件のもとで大量の資金が流入することによって自由な開発が進み娯楽や観光などの多様な産業が急速に発展している。
高温・乾燥に加えて砂嵐が多いという環境にあるため、それらから身を守ることができるような特徴的な衣装が見られる。女性が用いるブルカやエジプト男性が用いるガラビアなどが、その例である。